# Romy Schneider
Romy Schneider, nome artístico de Rosemarie Magdalena Albach (Viena, 23 de setembro de 1938 — Paris, 29 de maio de 1982), foi uma atriz franco-alemã.
Schneider começou sua carreira de atriz aos 15 anos de idade. Ao lado de sua mãe, Magsa Schneider, atuou nos filmes do gênero Heimatfilm sendo, “Quando voltam a florescer os lilases” (1953) e “O Imperador e a Padeira” (1955) exemplos. Entre 1955 e 1957, interpretou a imperatriz Isabel da Áustria, "Sissi", em três filmes - Sissi (1955), Sissi: A Imperatriz (1956) e Sissi e Seu Desejo (1957) - com os quais obteve sucesso e reconhecimento internacional.
Em busca de papéis mais desafiadores, se deslocou até Paris em 1958, onde ocorreu a sua estreia no teatro, na tragédia de John Ford, 'Tis Pity She's a Whore. Em 1963, ela atuou no filme "O Cardeal", nos Estados Unidos, pelo qual ela recebeu uma indicação ao Globo de Ouro. Em 1969, teve bastante sucesso ao lado de Alain Delon com o filme "A Piscina".
Na década de 70, Schneider esteve no auge da sua carreira, e sob a direção de ilustres cineastas como Claude Sautet, Andrzej Żuławski e Luchino Visconti. Interpretou inúmeros personagens, e se tornou a atriz mais bem sucedida do cinema francês da época. Pela sua performance nos filmes "O Importante é Amar" (1975) e "Uma história simples" (1978), ela recebeu o prêmio César de melhor atriz.
Seu último filme, "La Passante du Sans-Souci"(1982), estreou poucas semanas antes de sua morte. Na cerimônia do César de 2008, foi-lhe atribuído postumamente o prêmio de honra.

## Primeiros anos

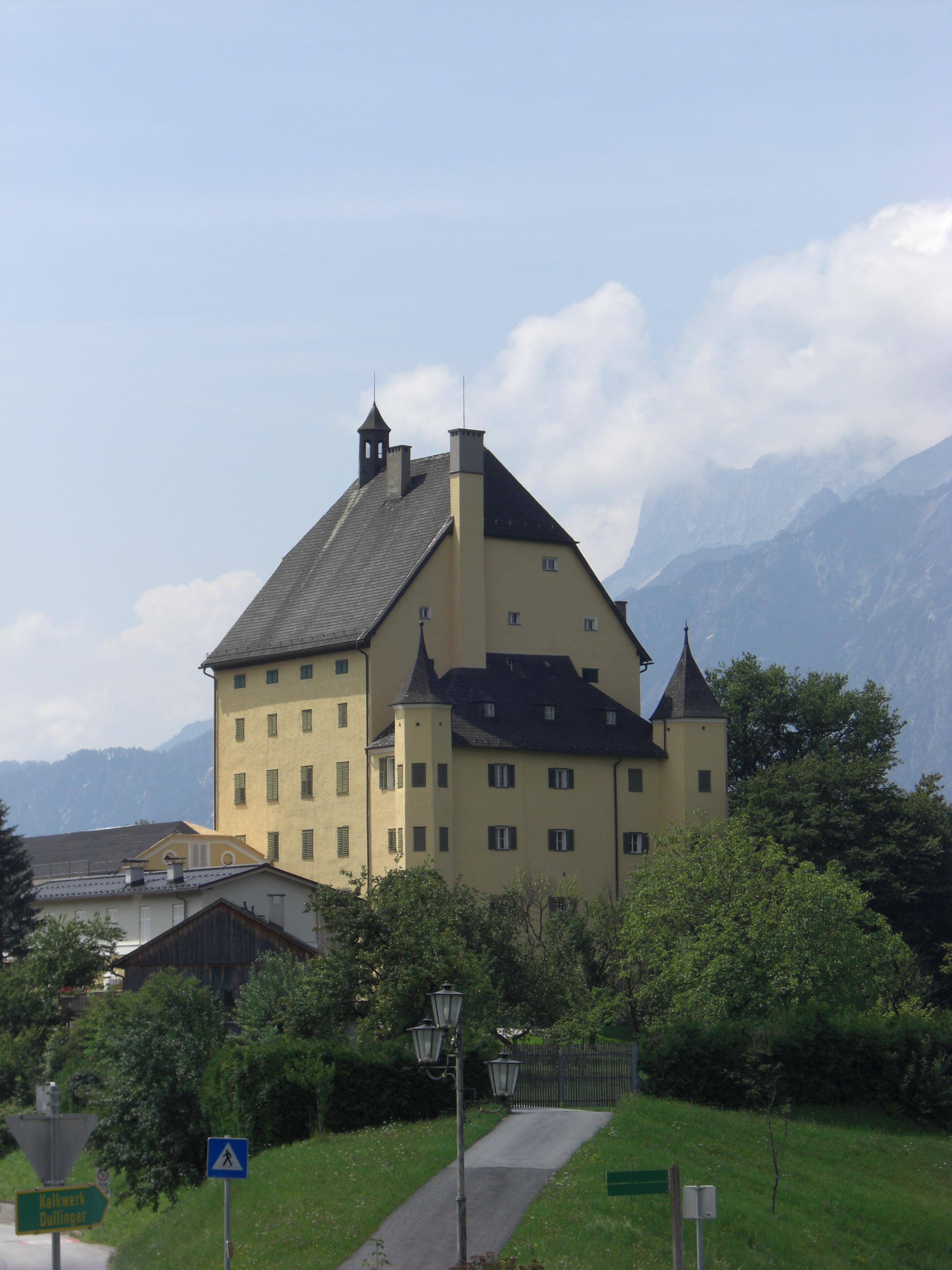
Castelo de Goldenstein, internato frequentado por Romy Schneider entre 1949 e 1953

Schneider nasceu Rosemarie Magdalena Albach em Viena, seis meses após a anexação da Áustria ao Reich alemão. Ela nasceu de um casal de atores. Seu pai, Wolf Albach-Retty, foi um dos principais atores do Volkstheater de Viena, e sua mãe, Magda Schneider, estrelou dezenas de filmes musicais de luxo na Alemanha. Sua avó paterna, Rosa Albach-Retty, foi uma das atrizes mais populares do teatro austríaco. Rosemarie, conhecida pela família como Romy desde a infância, estudou em escolas particulares em Berchtesgaden e Salzburgo. Interessada em pintura, planejava continuar seus estudos em uma escola de arte, mas também se interessava por peças teatrais da escola, não apenas atuando, mas também dirigindo.
Quatro semanas após seu nascimento, seus pais a levaram para Schönau am Königssee, na Alemanha, onde ela e mais tarde seu irmão Wolf-Dieter (nascido em 1941) cresceram com seus avós Franz Xaver e Maria Schneider na propriedade rural de Mariengrund. Em seu primeiro ano, Schneider foi criada por uma governanta. Seus pais raramente estavam presentes devido aos seus compromissos como atores. Em 1943, eles se separaram e se divorciaram em 1945.
Em setembro de 1944, Schneider matriculou-se na escola primária de Schönau e, a partir de julho de 1949, frequentou o internato feminino no Castelo de Goldenstein, uma escola secundária particular das Cônegas Agostinianas da Congregação de Notre Dame em Elsbethen, perto de Salzburgo. Durante seus dias de escola, descobriu sua paixão pela atuação, razão pela qual frequentemente subia ao palco em apresentações teatrais no internato. Em seu diário de 10 de junho de 1952, ela escreveu: "Se dependesse de mim, eu me tornaria atriz imediatamente. ... Toda vez que vejo um bom filme, meu primeiro pensamento é sobre a ideia: eu definitivamente tenho que me tornar atriz. Sim! Eu tenho que me tornar atriz!" Em 12 de julho de 1953, ela deixou o internato Goldenstein com o diploma de Mittlere Reife. Após as férias de verão, mudou-se para Colônia para se juntar à mãe, que morava lá com o restaurateur e empresário Hans Herbert Blatzheim.
Após o divórcio de seus pais em 1945, Magda assumiu a responsabilidade por Schneider e seu irmão Wolf-Dieter, eventualmente supervisionando sua carreira, frequentemente aparecendo ao lado de sua filha.

## Início da carreira na década de 50

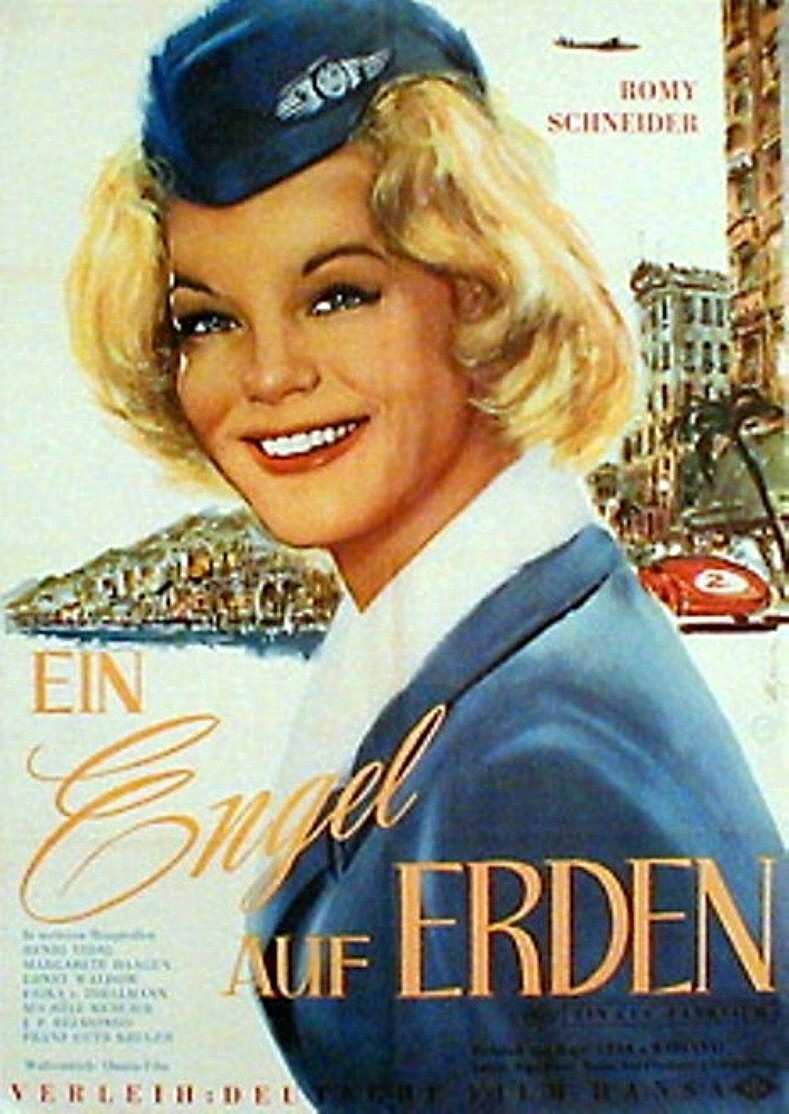
Schneider no cartaz do filme Um Anjo sobre a Terra (1959)

Neste mesmo filme, que estreou no dia 24 de novembro de 1953, Magda Schneider iria interpretar o papel principal. Ela afirmou que sugeriu a sua filha, embora não suspeitasse de seus planos profissionais e de seu talento.  A primeira conversa com Ulrich e o diretor Hans Deppe no dia 15 de julho de 1953 em Munique foi bastante promissora.
Depois de a jovem Romy Schneider, então com quatorze anos, ter sido aprovada nos testes de gravações do Estúdio Ufa em Berlim, no início de setembro de 1953, ela foi escolhida para o papel.
As filmagens ao lado do famoso Willy Fritsch e Götz George -da mesma idade que ela, e que também teve a sua estreia no cinema- começaram em Wiesbaden e terminaram em 9 de novembro de 1953. Duas semanas depois, o filme estreou em Stuttgart.
Em maio de 1954, Schneider começou as filmagens de seu segundo filme A Rainha do Circo, ao lado de Lilli Palmer, no qual ela interpreta uma jovem chamada Anna Oberholzer, que foge de casa e se junta a um circo itinerante como artista. Enquanto trabalhava no filme, ela escreveu em seu diário: “Eu sei que eu posso crescer como atriz. É algo inebriante, que se bebe, se acostuma e se quer cada vez mais”.
Em A Rainha do Circo, a atriz, na época com apenas quinze anos, teve a sua primeira cena de beijo com o ator Claus Biederstaedt e, como disse posteriormente, graças ao seu jeito compreensivo, ela foi capaz de superar o seu constrangimento durante a cena. A Rainha do Circo foi concluído em julho, e chegou aos cinemas alemães em setembro de 1954. Ainda durante as filmagens de A Rainha do Circo, em junho de 1954 se deu o primeiro encontro entre Schneider e Ernst Marischka.
Apesar de o diretor já ter escolhido uma atriz para o seu novo filme Os jovens anos de uma rainha (1954), sobre a rainha Vitória, depois de conhecer Romy Schneider, ele decidiu espontaneamente dar o papel a ela.
Posteriormente, a atriz disse em entrevista para o documentário Romy- Retrato de um Rosto (1967) a respeito de Marischka e de sua confiança nela: “ Marischka foi um verdadeiro amigo, e sabia exatamente o que queria quando me contratou. Eu não era uma atriz experiente [...] Eu sei que devo a ele. Muito. Tudo. Foi assim que tudo começou”.
Em 1955, Schneider atuou novamente sob a direção de Marischka e trabalhou pela terceira vez junto de sua mãe em O Imperador e a Padeira, um remake do filme Frühjahrsparade (1934) (em português parada da primavera), no qual o seu pai havia interpretado o papel principal. O filme e os atores receberam críticas entusiasmadas e a música cantada por Schneider no filme Wenn die Vöglein musizieren (em português Quando os pássaros fazem música), saiu logo em disco.
Em pouco tempo, Romy Schneider se tornou uma das estrelas mais bem sucedidas nos países de língua alemã e ainda ajudou a sua mãe a ter um novo reconhecimento na Alemanha pós-guerra, já que, por conta de suas conexões com o regime nazista, o fim da guerra havia marcado o início de uma longa pausa na sua carreira. Em 1955, ela recebeu da revista Der Neue Film, junto com Karlheinz Böhm, o seu primeiro prêmio como a atriz mais popular da nova geração.
No mesmo ano, Romy trabalhou ao lado de Joachim Fuchsberger e Hans Albers no filme O último homem, um remake do filme de mesmo nome de 1924. Albers, que foi o protagonista na versão em preto-e-branco, disse um tempo depois: “Aquele não era o meu filme, era o filme dela ”. No entanto, O último homem (1955) teve menos público que os seus primeiros filmes.

## Os altos e baixos da trilogia Sissi

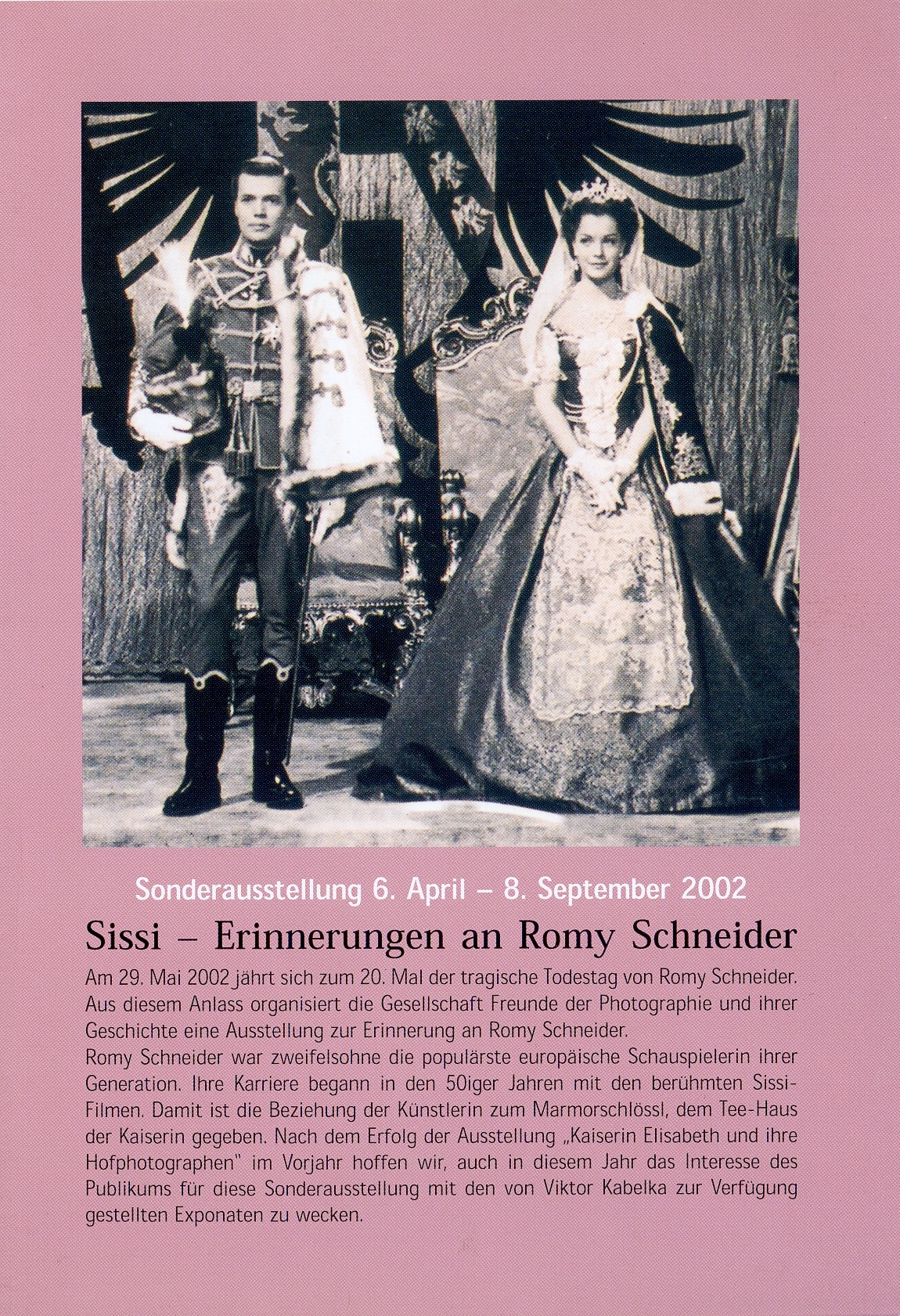
Karlheinz Böhm (Imperador Francisco José) e Romy Schneider (Sissi) em Sissi (1955)

Em agosto de 1955, tiveram início as filmagens de Sissi. O diretor Ernst Marischka, que já havia tentado popularizar a imperatriz em 1932, em uma opereta na qual Paula Wessely interpretou o papel principal, havia escalado a jovem Romy, então com dezesseis anos, como protagonista do filme histórico sobre a imperatriz Elisabeth. Ao lado de sua filha, Magda Schneider assumiu o papel da duquesa bávara Ludovika, mãe de Elisabeth.
Karlheinz Böhm ficou com o papel do imperador austríaco Franz Joseph I. A interação do casal  protagonista correu harmoniosamente, contudo a relação entre ambos permaneceu estritamente profissional.
As filmagens duraram até o fim do ano e tiveram enormes custos de produção. Por meio do filme, Schneider se tornou mundialmente conhecida e sua popularidade aumentou nitidamente também na sua terra natal.
Devido a sua rápida ascensão, Schneider logo recebeu o apelido de “Shirley Tempelhof”, por causa da atriz-mirim americana de mesmo nome, e em referência aos Estúdios de Cinema Tempelhof de Berlim.
Nos dois anos seguintes, apenas na Alemanha, cerca de seis milhões de pessoas viram cada um dos três filmes de Sissi. O sucesso na Alemanha e na Áustria foi tanto que as receitas excederam as de E o Vento Levou. Na Europa, o filme obtém a menção de “obra cultural”. Na Suíça e na França, o filme teve um lançamento notável e, posteriormente, foi transmitido gratuitamente nas escolas. Folhetos de Romy Schneider foram distribuídos e seu rosto foi encontrado até em caixas de fósforos e isqueiros. Em Nice, Lille, Amsterdam, Antuérpia, Ghent, Madrid e Helsinque, os recordes de frequência ao cinema foram em grande parte quebrados.
Neste período, o padrasto de Romy, Hans Herbert Blatzheim, se encarregou de sua carreira. Ele administrava os seus rendimentos e sondava detalhadamente os papéis que lhe eram oferecidos. Com isso, uma proposta de um filme do diretor hispano-mexicano Luis Buñuel foi recusada, assim como possíveis participações nos remakes Der Kongreß tanzt (ou O congresso que dança) (1955) e Die Drei von der Tankstelle (ou O caminho do paraíso) (1955).
Enquanto isso, uma versão hollywoodiana de Os jovens anos de uma rainha fracassou por conta das condições que o agente de Schneider impôs, dentre elas, que as filmagens não deveriam durar mais de três meses. Em vez disso, ela assumiu o papel de protagonista no filme romântico Kitty (1956), o que reiterou mais uma vez a química do par Schneider e Karlheinz Böhn.
Apesar do grande sucesso do primeiro filme, primeiramente Schneider recusou veementemente uma continuação de Sissi, mas no fim Blatzheim e os produtores de Sissi- A imperatriz (1956) conseguiram convencê-la a encarnar mais uma vez a personagem. Em contrapartida, ela conseguiu negociar a participação no filme A Lenda de Robinson Crusoé (1957), uma de suas histórias favoritas.
Ao lado de Horst Buchholz, Romy interpreta a filha de uma tecelã de classe baixa, distinguindo-se assim de seus papéis anteriores. No início, havia um receio de que o público não fosse aceitar Schneider neste papel, o que no fim das contas, acabou sendo provado como algo sem fundamento.
Tanto Kitty quanto A Lenda de Robinson Crusoé tiveram grandes públicos nos cinemas, mas não chegaram a ter o mesmo sucesso da segunda parte de Sissi.
Pela sua interpretação da imperatriz austríaca, Romy Schneider foi indicada ao prêmio Bambi em 1957, o qual acabou indo para Gina Lollobrigida.
Em 1957,a atriz aceitou o papel de narradora no conto de fadas musical Pedro e o Lobo, que foi lançado como LP por Herbert von Karajan e fez três filmes: Monpti, um amor em Paris (1957) -que a levou pela primeira vez à Paris- Scampolo (1958) sob a direção de Alfred Weidenmann e por fim -com uma certa relutância- o terceiro e último filme da trilogia Sissi: Sissi e seu destino (1957).
Schneider não queria mais se fixar em um único papel e por isso recusou-se a filmar um quarto filme de Sissi.  Isso não significou um prejuízo apenas para ela, que recusou um cachê de 1 milhão de marcos, mas também trouxe problemas para Magda Schneider -que a partir de 1959, acabou perdendo o seu prestígio- e levou a uma perceptível deterioração da relação com o seu padrasto.
“Daddy” Blatzheim, para quem os lucros com os contratos dos filmes e com a publicidade ficavam em primeiro plano, dava pouca atenção às pretensões artísticas de sua enteada. Além disso, vieram as cenas de ciúmes, que ele fazia caso ela flertasse com algum colega de elenco.
Schneider logo se sentiu muito superprotegida e começou a se rebelar, primeiro secretamente em seu diário, e depois através da escolha própria de seus filmes e parceiros.

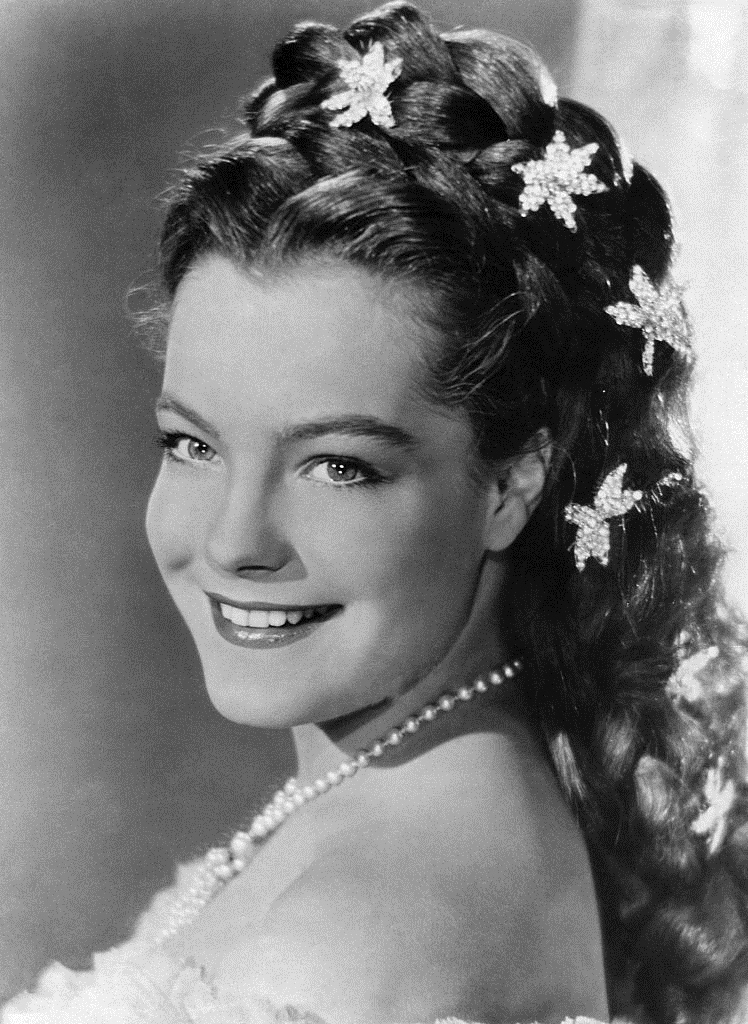
Romy Schneider em 1955 no papel de Sissi

## A Rebelião
De 11 de fevereiro a 5 de março de 1957, Romy Schneider percorreu a Índia e o Ceilão (atual Sri Lanka) com a sua mãe, seu padrasto e mais nove pessoas. Já em 1958, de 13 de janeiro a 5 de fevereiro, a atriz dirigiu-se para uma viagem de três semanas a Nova York e Hollywood junto de sua mãe. Na ocasião estreou em Nova York o filme Os jovens anos de uma rainha, que Walt Disney levou aos cinemas americanos com o título The Story of Vicky. Schneider deu inúmeras entrevistas para estações de rádio e canais de televisão, foi recebida pelos grandes estúdios de Hollywood e fez contato com colegas como Helmut Käutner, Curd Jürgens e Sophia Loren.
De volta à Alemanha, Schneider rodou Senhoritas de Uniforme (1958) ao lado de Lilli Palmer, Therese Giehse e Christine Kaufmann. O filme do diretor Géza von Radványi se passa no ano de 1910 na Prússia e conta a história da interna Manuela von Meinhardis (Schneider), que se apaixona pela sua professora (Palmer). Para Schneider, que criticava muito a si mesma, este foi o primeiro filme no qual ela se levou a sério como atriz e se aproximou com autoconfiança de um personagem.
A imprensa também elogiou a sua atuação. O Neue Berliner Woche, por exemplo, escreveu em 10 de outubro de 1958: “a encantadora e forte Romy Schneider e a autoconfiante Lilli Palmer não decepcionaram o público exigente: as cenas lésbicas foram absolutamente decentes e de bom gosto.
Em resumo, um trabalho bem-feito, o que não podia deixar de ser reconhecido. O Der Tag de 16 de outubro de 1958, considerou: “Romy Schneider surpreendeu (depois de vários personagens, nos quais ela teve de mostrar um encanto infantil e ingenuidade), com uma interpretação imponente. Ela convence em sua timidez inicial, suas inibições psicológicas e também seus rompantes emotivos”.
Em junho de 1958, tiveram início as filmagens de Cristina, um remake de Redenção, a primeira adaptação falada da peça Liebelei (em português namorico) de Arthur Schnitzler, na qual Romy Schneider assumiu o papel que sua mãe havia interpretado em 1933.
O seu cachê chegou a 500 mil marcos, tornando-a a atriz mais bem paga da Alemanha em 1958.
O seu parceiro foi o ator francês Alain Delon, ainda desconhecido na época. Os dois não eram um casal apenas na tela, mas também na vida real, e após o fim das filmagens no outono de 1958, a jovem - que tinha apenas 20 anos na época - foi com Delon até Paris.
Sua família o rejeitou e, já que não conseguiam impedir o relacionamento, pressionaram para que ao menos o mesmo fosse oficializado, e em 22 de março de 1959, Schneider e Delon celebraram o seu noivado no Lago de Lugano.
Mas a atriz não havia ido para a França apenas por amor. Isso representou para ela o corte do cordão umbilical e a saída definitiva da casa dos pais, além da esperança de uma reviravolta na carreira.
Como ela virou as costas para a indústria cinematográfica alemã, a imprensa local se ressentiu por um bom tempo e muitos jornalistas despejaram comentários maldosos e insultos.
Ainda em Paris, Schneider cumpriu os contratos dos filmes Um anjo sobre a Terra, A bela e sua majestade, e Katia (todos lançados em 1959), e interpretou o papel principal no filme para a televisão Die Sendung der Lysistrata (1961) (em português A missão de Lisístrata) de Fritz Kortner. Mas logo ela se concentrou na sua nova vida na França: “Há um mundo, o qual eu quero conquistar: Paris, o teatro, os filmes de arte, grandes cineastas com planos fantásticos[...].”
No entanto, os primeiros meses em Paris não foram fáceis para a atriz. Schneider, habituada ao sucesso, não conseguia mais nenhum papel, enquanto Alain Delon rumava ao estrelato mundial.
“Na Alemanha, eu fui rejeitada, e na França ainda não fui ‘aceita’. [...] Alain pula de um grande filme a outro. Eu ficava irritada com cada nova notícia de êxito, e a cada aviso de que Alain conseguiu um papel”.
A reviravolta profissional veio finalmente, quando Delon a apresentou ao diretor Luchino Visconti, que ofereceu o papel principal na sua encenação da peça Tis Pity She’s a Whore (ou Pena que ela é uma prostituta), de John Ford.
Para o drama renascentista, no qual atuou, junto com Delon nos palcos do Théâtre de Paris, ela recebeu aulas de francês com o colega Raymond Gérôme e aulas particulares com uma professora de fonética.
Schneider, que não havia completado sua formação teatral, disse posteriormente sobre a colaboração com Visconti: “Eu tenho quatro mestres: Visconti, Welles, Sautet e Żuławski. O maior é Visconti. Ele me ensinou o que ele ensina a todos que trabalham com ele, isto é, seu modo de tirar o máximo das coisas e sua disciplina”.
A estreia da peça, que contou com Ingrid Bergman, Shirley MacLaine e Jean Cocteau, dentre outros na plateia, aconteceu em 29 de março de 1961 e se tornou para Schneider um grande sucesso. Sua performance rendeu muitas críticas enaltecedoras e o reconhecimento do setor, de modo que não precisou esperar muito por novas propostas de trabalho.
No mesmo ano, ela filmou, novamente sob a direção de Visconti, Boccaccio 70 (1962), e partiu em uma temporada de alguns meses com Sacha Pitoëffs, encenando A Gaivota de Tchekhov, seu segundo e último papel no teatro.
Depois, ela atuou ao lado de Anthony Perkins no filme O Processo (1962) de Orson Welles no papel de Leni. A própria atriz descreveu a adaptação de Kafka como um de seus filmes mais importantes, pelo qual ela foi reconhecida com a Étoile de Cristal de melhor atriz estrangeira.
Sob a direção de Carl Foreman, no filme Os Vitoriosos (1963), ela deu vida a uma jovem violinista, que durante a Segunda Guerra é forçada por um soldado a se prostituir. E para ser convincente no papel de musicista, Romy teve aulas de violino com o escocês David McCallum Sr. (pai do ator David McCallum).A respeito disso, seu colega George Hamilton disse que ela provavelmente atravessaria o Canal da Mancha se isso fosse exigido para um papel.
No filme O Cardeal (1963), de Otto Preminger, ela interpretou a baronesa Annemarie von Hartmann. Além disso, também conseguiu para o seu pai Wolf o papel coadjuvante do Barão de Hartmann. Esta foi a única vez em que pai e filha estiveram juntos diante das câmeras.
Romy Schneider foi indicada ao Globo de Ouro de melhor atriz em filme dramático pela sua atuação. No entanto, na premiação de 1964, o troféu foi para Leslie Caron pelo seu papel em A mulher que pecou.
No outono de 1963, Romy Schneider foi para Los Angeles, para as gravações de seu primeiro filme em Hollywood: Um amor de vizinho, ao lado de Jack Lemmon. Contudo, enquanto a sua carreira se desenvolvia de maneira positiva, ao mesmo tempo teve início o que foi até aquele momento o “pior ano” da sua vida pessoal, com o rompimento do relacionamento com Delon. Romy ficou sabendo do seu affair com a atriz Nathalie Barthélemy por meio dos jornais.
Quando a atriz retornou das filmagens nos Estados Unidos para Paris, Delon já havia deixado a casa onde moravam juntos e logo em seguida se casou com Barthélemy. Com isso, ela tentou cometer suicídio e em seguida deu uma longa pausa na carreira. Apesar de tudo, Um Amor de Vizinho teve a sua estreia mundial em 22 de julho de 1964 e se tornou um blockbuster.
Nesse meio tempo, Romy foi parar mais uma vez na frente das câmeras: ela gravou, sob a direção de Henri-Georges Clouzot o filme Inferno. Contudo, desde o início o projeto estava destinado a não dar certo. O seu colega de elenco Serge Reggiani adoeceu seriamente, o que acabou com todos os planos e três semanas após o início das filmagens o diretor sofreu um infarto. Por estes motivos, o filme nunca foi concluído.
No ano seguinte, Romy filmou ao lado de Peter Sellers e Peter O’Toole em Paris a comédia O que é que há gatinha? (1965) escrito por Woody Allen.
Regresso à Alemanha
Em abril de 1965, Romy Schneider viajou para a inauguração do segundo restaurante do seu padrasto na Alemanha, onde conheceu o diretor e ator Harry Meyen. Os dois se tornaram um casal e foram logo morar em uma casa na rua Winkler, no bairro Grunenwald em Berlim.
Romy Schneider pretendia fazer teatro em Berlim, e embora ela tenha se encontrado várias vezes com Boleslaw Barlog e Fritz Kortner, para encontrar uma peça de teatro adequada, este desejo acabou não se realizando.
O seu trabalho seguinte foi o drama franco-alemão A Ladra (1966), que foi filmado grande parte em Oberhausen e Romy apareceu pela primeira vez ao lado de Michel Piccoli.
Em 15 de julho, durante as filmagens de Espionagem Internacional (1966), Meyen e Romy Schneider se casaram,logo após o seu divórcio da atriz Anneliese Römer. O filho do casal, David Christopher Haubenstock, nasceu em 3 de dezembro do mesmo ano em Berlim e nos dois anos seguintes, Romy se dedicou quase exclusivamente a sua vida de mãe e esposa.
Em fevereiro de 1967, Wolf Albach-Retty teve um infarto que o levou a morte aos 60 anos e, apenas um ano depois, o padrasto de Romy morreu pelo mesmo motivo.
O seu primeiro filme após o nascimento do seu filho foi Otley, herói sem vocação, produzido na primavera de 1968 em Londres. No verão do mesmo ano, Romy trabalhou mais uma vez com Alain Delon.
Com A Piscina (1969), as revistas de fofoca esperavam novas manchetes de um possível revival do antigo romance, contudo Romy escreveu em seu diário: “Se todos os atores que alguma vez já se relacionaram não atuassem mais juntos, logo não haveria filmes. Eu não sinto mais nada, é como se eu abraçasse um muro. Absolutamente!”. A estreia de A Piscina ocorreu em 31 de janeiro de 1969 em Paris e o filme se tornou um grande sucesso, tanto de crítica quanto comercial.
Após Não chore meu amor (1970), Romy Schneider atuou ainda em As coisas da vida (1970) sob a direção de Claude Sautet. Nisso, ela atuou novamente ao lado de Michel Piccoli. Para a trilha sonora do filme, ela cantou o dueto La Chanson d’Hélène (ou em português A canção de Helène), composta por Philippe Sarde e Jean-Loup Dabadie.

## A grande dama da década de 1970
Nos anos 70, Romy Schneider fez filmes principalmente na França, onde se tornou a grande dama do cinema francês. No começo da nova década, foram lançados vários filmes com ela no papel principal: depois de Quem é você? (1970), foram distribuídos, em 1971, os filmes Crepúsculo de um ídolo, A Rebelde e Sublime Renúncia.
Além disso, ela encarou as câmeras pela terceira vez com Alain Delon para o filme histórico O assassinato de Trotsky, que na Alemanha recebeu o título Das Mädchen und der Mörder (ou A moça e o assassino em português).
Um ano depois, Romy Schneider reassumiu o papel com o qual foi tão abençoada e amaldiçoada nos anos 50. Em Ludwig-O último rei da Bavária, ela encarnou mais uma vez a imperatriz Elisabeth da Áustria. Entretanto, dessa vez Visconti representou “Sissi” genuinamente e Romy se dedicou intensamente à verdadeira personalidade da personagem histórica durante a sua preparação. As filmagens tiveram início em 1972, em Bad Ischl, e Helmut Berger encarnou o “Rei de conto de fadas” Ludwig II.
O filme foi rodado em inglês e ela colocou o seu marido Harry Meyen como diretor de dublagem. Do mesmo modo, em 1972, estreou o filme César e Rosalie, no qual ela atuou ao lado de Yves Montand e sob o comando do seu “diretor favorito” Claude Sautet.
Em 1973, Schneider e Meyen – que viviam em Hamburgo por conta de seus compromissos profissionais – decidiram se separar, e Romy mudou-se novamente para Paris com o seu filho. Ela estava no auge de sua carreira artística. 	
Romy pôde escolher os seus papéis livremente, (“Eu seleciono apenas as uva-passas para mim”), e trabalhou junto com famosos diretores e atores ,como Richard Burton, Jean-Louis Trintignant, Klaus Kinski e Jane Birkin.
Entre 1973 e 1974, a atriz rodou 5 filmes no espaço de tempo de 10 meses. Em O último trem (1973), ela interpretou Anna Kupfer, uma alemã judia em fuga.
Ao voluptuoso-melancólico romance Os indiscretos pingos da chuva (1974) se seguiu Escalada ao poder (1974) – onde ela encarna uma esposa negligenciada, que se envolve em uma aventura, – e a extravagante comédia Trio Infernal (1974), onde ela brilhou ao lado de Michel Piccoli e Mascha Gonska, como uma cúmplice de assassinato espirituosa e sem escrúpulos. Em novembro de 1974, Romy Schneider fez Os inocentes de mãos sujas (1975) e em abril de 1975, começou a rodar o longa-metragem O velho fuzil (1975), baseado no massacre de Oradour-sur-Glane, ocorrido em 1944. Romy Schneider interpretou a francesa Clara, que é violentada por soldados alemães e assassinada.
Em abril de 1976, ela ganhou o seu primeiro César de melhor atriz, pela sua performance em O importante é amar (1975), e em seu discurso, agradeceu ao seu “mestre e amigo” Luchino Visconti, que havia falecido poucas semanas antes.
O casamento com Harry Meyen terminou em 8 de julho de 1975. A essa altura, Romy já estava em um relacionamento com o seu assistente Daniel Biasini, e em setembro, ela descobriu a sua segunda gravidez.
Em 18 de dezembro de 1975, ela disse sim a Biasini, onze anos mais jovem, em Berlim. No dia 31 de dezembro, por volta das 18 horas, a atriz sentiu fortes dores no ventre e acabou sofrendo um aborto. Ela tirou forças do seu trabalho para tentar superar essa perda.
Ela ainda rodou um amor impossível (1976), com Sautet Mado, e interpretou Leni Gruyten na adaptação cinematográfica do romance Gruppenbild mit Dame, de Heinrich Böll.
Durante as filmagens ela notou que estava novamente grávid,que e em 21 de julho de 1977, sua filha Sarah Magdalena Biasini veio ao mundo em Gassin.
No mesmo ano, foi agraciada com o prêmio Filmband in Gold na categoria de melhor atuação pela sua performance em Gruppenbild mit Dame (1977).
Após o nascimento da sua filha, Romy trabalhou pela quinta e última vez com Claude Sautet.
Em 3 de fevereiro de 1979, ela foi novamente premiada com o César de melhor atriz por Uma história simples (1978), e extremamente elogiada.
Sautet disse a respeito de sua atriz principal: “ela é a síntese de todas as mulheres. Sua personagem em Uma história simples, é inspirada na verdadeira personalidade de Romy. Com essa fragilidade, […], esse jeito orgulhoso no dia a dia, essa dignidade que ela mostra de uma maneira bastante particular. Ela é sensível, enérgica, receosa e alegre, tudo ao mesmo tempo! Mas acima de tudo, ela também possui força. Ela tem uma certa decência, que irradia de dentro dela e a torna independente. Romy é um desafio".
No fim dos anos 70, Rainer Werner Fassbinder queria a atriz para o papel principal em O casamento de Maria Braun (1979), mas a parceria fracassou devido às exigências de cachê exorbitante e ao seu comportamento inconstante. Por fim, o papel acabou indo para Hanna Schygulla. Em vez disso, Schneider esteve diante das câmeras em novembro de 1978 com Audrey Hepburn, Omar Sharif, Ben Gazzara, James Mason e Gert Fröbe para as filmagens de A herdeira (1979), uma adaptação do livro Bloodline de Sidney Sheldon.
Apesar de seu grandioso elenco, o thriller policial teve uma chuva de críticas ruins.
O Der Tagesspiegel por exemplo, escreveu em 23 de dezembro de 1979: “Nomes como Romy são vendidos abaixo de seu preço. Se é possível que todos juntos sejam ofuscados? A […] produção o deixa presumido.
Harry Meyen se enforcou em 14 de abril de 1979 em Hamburgo e Romy se sentiu culpada por não ter dado atenção o suficiente a ele.
No fim do verão de 1979, Um Homem, uma Mulher, uma Noite chegou aos cinemas e Romy foi indicada ao César de melhor atriz por sua atuação.
Na ficção-científica-policial A morte ao vivo, que chegou às distribuidoras um ano depois, ela interpretou, ao lado de Harvey Keitel, Harry Dean Stanton e Max von Sydow, uma mulher com uma doença terminal, que vende os direitos de transmissão de sua morte a um canal de televisão.
Os últimos anos
Na primavera de 1980, Romy Schneider atuou no filme A banqueira, situado na Paris dos anos 20 e baseado na biografia da fraudadora fiscal Marthe Hanau. De acordo com Biasini, o início das filmagens do seu filme seguinte, o drama Fantasma de Amor (1981), foi atrasado por alguns dias, porque a atriz havia desmoronado por conta do alcoolismo e do abuso de medicamentos.
Em uma entrevista concedida ao Stern, em 23 de abril de 1981, Schneider se encontrava no fim de suas forças: "Eu preciso de uma pausa, eu preciso de, finalmente, encontrar-me a mim mesma. [...] Neste momento, estou destruída". O casamento com Biasini também estava passando por uma crise que não estava se resolvendo, e em maio de 1981, Romy pediu o divórcio. Além disso, no mesmo mês, a atriz se submeteu a uma arriscada operação: ela precisou retirar o rim direito por conta de um tumor benigno,.
No entanto, o maior golpe do destino aconteceu no verão de 1981: no dia 5 de julho, o seu filho de 14 anos, morreu tentando chegar à propriedade dos pais de Biasini, por cima da cerca. Ele perdeu o equilíbrio durante a escalada, caiu em cima de uma ponta de metal da cerca e ficou empalado, perfurando a artéria femoral.
O seu penúltimo filme, Cidadão sob Custódia (1981), chegou em 23 de setembro de 1981, no 43º aniversário de Romy Schneider, aos cinemas franceses. E, embora, após a morte do filho David, parecesse que ela não conseguiria superar a sua perda, a atriz compareceu, em outubro de 1981, em Berlim, para as filmagens do seu último filme La Passante du Sans-Souci (em Portugal O bar da última esperança). No filme, ela interpreta Elsa Wiener, que tem o garoto judeu Max Baumstein (interpretado pelo jovem de apenas treze anos Wendelin Werner) sob sua proteção.
Quando questionada de onde ela teria tirado forças para estar frente às câmeras com um menino de idade tão próxima do seu filho, tão pouco tempo depois de perdê-lo, ela respondeu: "Eu sabia que passaria por momentos dolorosos, não por conta de umas cenas, mas porque a minha profissão é muito difícil. (...O diretor) Jacques Rouffio mostrou ter uma compreensão extraordinária. Ele adivinhava quando estava muito doloroso para mim, e sabia as palavras certas para me dizer", e ainda completou: "você pode pensar, refletir por um momento, mas depois é preciso seguir adiante. Ficar parada é impossível para mim. A pessoa se atira ao trabalho porque precisa, e isso acaba ajudando a esquecer um pouco". Após as gravações, Schneider foi procurar uma casa de campo com o seu novo namorado – o produtor francês Laurent Pétin – onde ela poderia ficar em paz e onde fixou residência definitivamente.
Em março de 1982, encontraram uma casa em Boissy-sans-Avoir, no departamento de Yveline, a 50 quilômetros de distância de Paris. Em abril de 1982, ocorreu a estreia do filme La Passante du Sans-Souci. Romy foi bastante elogiada por sua atuação, e recebeu uma indicação ao César de melhor atriz.
Em 9 de maio de 1982, ela foi com Pétin para Zurique, ver um gestor de ativos, pois estavam tendo dificuldades com o financiamento da casa de campo. Embora Schneider tivesse ganho uma fortuna com seus filmes, ela se deparou com uma montanha de dívidas no final de sua vida: Hans Herbert Blatzheim, que administrou os honorários de sua enteada até sua morte em maio de 1968, havia desviado todos os seus ganhos. Harry Meyen havia recebido um acordo de mais de um milhão de marcos após o divórcio. Daniel Biasini também levava uma vida luxuosa à custa da atriz, e por fim, a Receita Federal francesa exigiu um montante de milhões em pagamentos adicionais.
Em 10 de maio de 1982, ela redigiu o seu testamento em Zurique, no qual deixou tudo para Pétin e sua filha Sarah.

## Vida pessoal
Após o fim de seu relacionamento com Delon em 1964, Schneider casou-se com o diretor e ator alemão Harry Meyen em julho de 1966 – eles se divorciaram em 1975. Eles tiveram um filho, David Christopher (1966-1981). David morreu em julho de 1981, aos 14 anos, após tentar escalar a cerca de espinhos da casa dos pais de seu padrasto e perfurar sua artéria femoral no processo. Schneider teve casos com Willy Brandt, Louis Malle (1963), Sammy Davis Jr. (1964), Oswalt Kolle (1964), Giovanni Volpi (1964-1970), Luis Miguel Dominguín (1970) e o ator Bruno Ganz (início dos anos 1970). Ela também teve um caso com Jorge Guinle (1965), que disse que Schneider foi o grande amor de sua vida. Ela teve um breve caso com Jean-Louis Trintignant durante as filmagens de The Train (1973). Ela também teve em 1974 um breve caso com Jacques Dutronc durante as filmagens de That Most Important Thing: Love.
Schneider apareceu como uma das 28 mulheres sob o lema "Fizemos abortos!" (em alemão: Wir haben abgetrieben!) na capa da revista Stern, da Alemanha Ocidental, em 6 de junho de 1971. Nessa edição, 374 mulheres declararam publicamente que haviam interrompido suas gestações, o que na época era ilegal.
Em 1975, Schneider casou-se com Daniel Biasini, seu secretário particular – eles se divorciaram em 1981. Sua filha, Sarah, é atriz. O último parceiro romântico de Schneider foi o produtor de cinema Laurent Pétin (nascido em 1949).
Em sua biografia de 2018, Romy Schneider intime, Alice Schwarzer afirmou que Schneider confidenciou a ela que tinha relações sexuais com mulheres e estava profundamente apaixonada por sua amiga íntima Simone Signoret.

## Morte

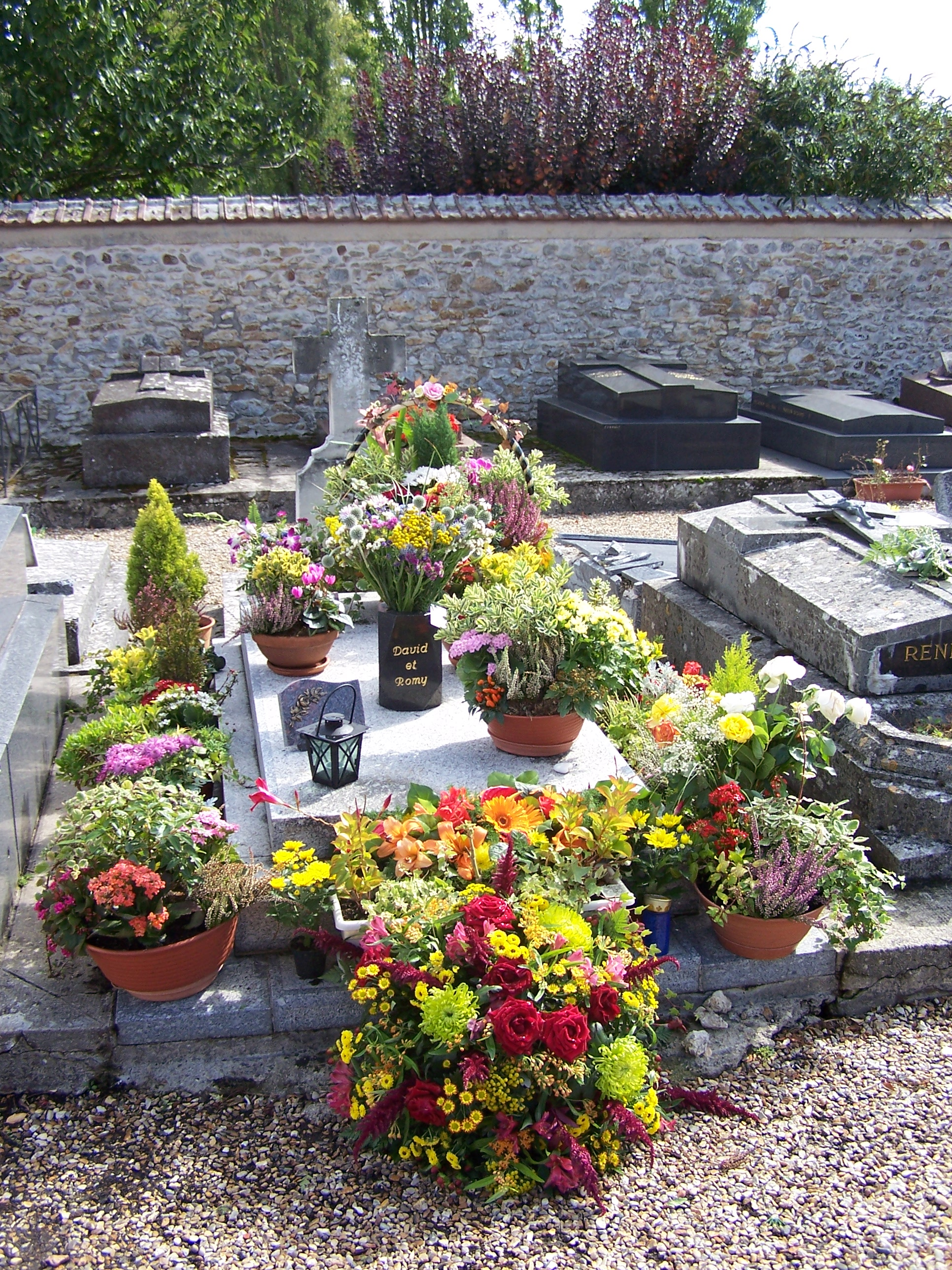
Túmulo de Romy Schneider, em Boissy-sans-Avoir (Yvelines)

Schneider foi encontrada morta em seu apartamento em Paris em 29 de maio de 1982. O juiz de instrução, Laurent Davenas, declarou que sua morte decorreu de uma parada cardíaca. Claude Pétin disse que a parada cardíaca de Schneider se deve a um coração enfraquecido causado por uma operação renal que realizada meses antes. Schneider começou a beber álcool em excesso após a morte do filho. No entanto, Claude Pétin, amiga de Schneider e cunhada de Laurent Pétin, disse que ela não bebia mais no momento de sua morte e que estava convencida de que fora uma morte natural.
Sua lápide em Boissy-sans-Avoir, Yvelines, leva seu nome de nascimento, Rosemarie Albach. Os convidados do funeral foram seu irmão Wolf-Dieter, Gérard Depardieu, Jean-Claude Brialy, Michel Piccoli, Claude Sautet, Claude Lelouch, Jean Rochefort, o ex-marido Daniel Biasini e Laurent Pétin. Pouco depois, Delon providenciou para que David fosse enterrado na mesma sepultura.

## Popularidade
O jornalista francês Eugène Moineau criou o Prix Romy Schneider em 1984. É um dos prêmios mais prestigiados para atrizes emergentes na indústria cinematográfica francesa e é concedido anualmente por um júri em Paris, em conjunto com o Prix Patrick Dewaere (antigo Prix Jean Gabin). Em 1990, o jornal austríaco Kurier criou o Prêmio Romy de TV em homenagem a Schneider. Em 2003, ela foi eleita em 78º lugar na lista dos maiores alemães do programa de TV alemão Unsere Besten (a versão alemã de "100 Maiores Britânicos") — a segunda atriz mais bem colocada (Marlene Dietrich ficou em 50º lugar) nessa lista. Até 2002, o serviço InterCity IC 535 da Ferrovia Federal Austríaca de Wien Südbahnhof a Graz era denominado "Romy Schneider".
O filme de Pedro Almodóvar Tudo sobre minha mãe (1999) é parcialmente dedicado a ela.
Um filme sobre a vida de Schneider, intitulado Eine Frau wie Romy/Une femme comme Romy (Uma mulher como Romy), foi planejado pela Warner Bros. para 2009, com o papel de Schneider sendo interpretado por Yvonne Catterfeld. No entanto, o projeto foi cancelado em julho de 2009. Um musical sobre Schneider, Romy – Die Welt aus Gold (Romy – O Mundo Dourado) estreou em 2009 no Teatro Heilbronn. Em novembro de 2009, a ARD transmitiu o longa-metragem Romy [de] com Jessica Schwarz no papel-título. O filme 3 Days in Quiberon (2018) de Emily Atef descreve um episódio de 1981 na vida de Schneider na cidade francesa de Quiberon.
Em 23 de setembro de 2020, o Google comemorou seu 82º aniversário com um Google Doodle na Alemanha, França, Áustria, Islândia e Ucrânia.
A emissora cultural Arte dedicou um documentário a Romy Schneider e Alain Delon: Romy and Alain – The Eternal Betrothed, 2022.

## Premiações

### Prêmio César
- 1976 - "Melhor Atriz": O Importante é amar
- 1979 - "Melhor Atriz": Uma história simples

Indicações
- 1977 - "Melhor Atriz": Une femme à sa fenêtre (1976)
- 1980 - "Melhor Atriz": Um Homem, uma Mulher, uma Noite (1979)
- 1983 -  "Melhor Atriz": La passante du Sans-Souci (1982)

### Prêmio David di Donatello
- 1979 - Por toda sua carreira, com menção particular a sua performance em Uma história simples

### German Film Awards
- 1977 - Outstanding Individual Achievement: Atriz, Gruppenbild mit Dame

### Globo de Ouro
Indicação
- 1964 Melhor Atriz (filme dramático), O Cardeal

### Prêmio Sant Jordi
- 1982 - Melhor atuação em filme estrangeiro: Fantasma d'amore

## Filmografia
| Ano  | Título                               | Papel                              | Diretor                         |  |
| ---- | ------------------------------------ | ---------------------------------- | ------------------------------- |  |
| 1953 | Quando voltam a florescer os lilases | Evchen Forster                     | Hans Deppe                      |  |
| 1954 | A Rainha do Circo (Feuerwerk)        | Anna Oberholzer                    | Kurt Hoffmann                   |  |
| 1954 | Os Jovens Anos de uma Rainha         | Princess Victoria / Queen Victoria | Ernst Marischka                 |  |
| 1955 | O Imperador e a Padeira              | Constanze ("Stanzi") Hübner        | Ernst Marischka                 |  |
| 1955 | Der Letzte Mann                      | Niddy Hoevelmann                   | Harald Braun                    |  |
| 1955 | Sissi                                | Sissi                              | Ernst Marischka                 |  |
| 1956 | Kitty und die große Welt             | Kitty Dupont                       | Alfred Weidenmann               |  |
| 1956 | Sissi, a imperatriz                  | Sissi                              | Ernst Marischka                 |  |
| 1957 | A lenda de Robinson Crusoé           | Maud                               | Josef von Báky                  |  |
| 1957 | Monpti - Um Amor em Paris            | Anne-Claire Jouvain                | Helmut Käutner                  |  |
| 1957 | Sissi e seu destino                  | Sissi                              | Ernst Marischka                 |  |
| 1958 | Die Halbzarte                        | Nicole                             | Rolf Thiele                     |  |
| 1958 | Scampolo                             | Scampolo                           | Alfred Weidenmann               |  |
| 1958 | Senhoritas de uniforme               | Manuela von Meinhardis             | Géza von Radványi               |  |
| 1958 | Christine (1958)                     | Christine Weiring                  | Pierre Gaspard-Huit             |  |
| 1959 | Ein Engel auf Erden                  | Line                               | Géza von Radványi               |  |
| 1959 | Die Schöne Lügnerin                  | Fanny Emmetsrieder                 | Axel von Ambesser               |  |
| 1959 | Katia                                |                                    | Robert Siodmak                  |  |
| 1960 | O sol por testemunha                 | Freddy's companion                 | René Clément                    |  |
| 1961 | Die Sendung der Lysistrata           | Myrrhine/Uschi                     | Fritz Kortner                   |  |
| 1962 | Boccaccio '70                        | Pupe (segmento "Il lavoro")        | Luchino Visconti                |  |
| 1962 | Forever My Love                      | Princesa Elisabeth                 | Ernst Marischka                 |  |
| 1962 | Le Combat dans l'île                 | Anne                               | Alain Cavalier                  |  |
| 1962 | O processo                           | Leni                               | Orson Welles                    |  |
| 1963 | L'Amour à la mer                     | La vedette                         | Guy Gilles                      |  |
| 1963 | Os Vitoriosos                        | Regine                             | Carl Foreman                    |  |
| 1963 | O Cardeal                            | Annemarie von Hartman              | Otto Preminger                  |  |
| 1964 | L'Enfer                              | Odette                             | Henri-Georges Clouzot           |  |
| 1964 | Good Neighbor Sam                    | Janet Lagerlof                     | David Swift                     |  |
| 1965 | O que é que há, gatinha              | Carole                             | Clive Donner e Richard Talmadge |  |
| 1966 | La Voleuse                           | Julia Kreuz                        | Jean Chapot                     |  |
| 1966 | 10:30 P.M. Summer                    | Claire                             | Jules Dassin                    |  |
| 1966 | Triple Cross                         | Countess                           | Terence Young                   |  |
| 1968 | Otley - Herói Sem Vocação            | Imogen                             | Dick Clement                    |  |
| 1969 | A Piscina                            | Marianne                           | Jacques Deray                   |  |
| 1970 | A Califfa                            | Irene Corsini, La Califfa          | Alberto Bevilacqua              |  |
| 1970 | As Coisas da Vida                    | Hélène                             | Claude Sautet                   |  |
| 1970 | Meu Filho, Meu Amor                  | Francesca Anderson                 | John Newland                    |  |
| 1970 | Qui?                                 | Marina                             | Léonard Keigel                  |  |
| 1971 | Max et les ferrailleurs              | Julia Anna Ackermann aka 'Lily'    | Claude Sautet                   |  |
| 1971 | Bloomfield                           | Nira                               | Richard Harris e Uri Zohar      |  |
| 1972 | O Assassinato de Trotsky             | Gita Samuels                       | Joseph Losey                    |  |
| 1972 | César e Rosalie                      | Rosalie                            | Claude Sautet                   |  |
| 1972 | Ludwig                               | Elisabeth of Austria               | Luchino Visconti                |  |
| 1973 | O Trem                               | Anna Kupfer                        | Pierre Granier-Deferre          |  |
| 1974 | Le Mouton enragé                     | Roberte Groult                     | Michel Deville                  |  |
| 1974 | Un amour de pluie                    | Elizabeth                          | Jean-Claude Brialy              |  |
| 1974 | O Trio Infernal                      | Philomena Schmidt                  | Francis Girod                   |  |
| 1975 | O Importante é Amar                  | Nadine Chevalier                   | Andrzej Zulawski                |  |
| 1975 | Assassinato por Amor                 | Julie Wormser                      | Claude Chabrol                  |  |
| 1975 | O Velho Fusil                        | Clara Dandieu                      | Robert Enrico                   |  |
| 1976 | Mado... Um Amor Impossível           | Hélène                             | Claude Sautet                   |  |
| 1976 | Une femme à sa fenêtre               | Margot (Santorini)                 | Pierre Granier-Deferre          |  |
| 1977 | Tausend Lieder ohne Ton              | Die Geliebte                       | Claudia Holldack                |  |
| 1977 | Gruppenbild mit Dame (filme)         | Leni Gruyten                       | Aleksandar Petrovic             |  |
| 1978 | Uma História Simples                 | Marie                              | Claude Sautet                   |  |
| 1979 | A Herdeira                           | Hélène Martin                      | Terence Young                   |  |
| 1979 | Um Homem, uma Mulher, uma Noite      | Lydia                              | Costa-Gavras                    |  |
| 1980 | Morte ao vivo                        | Katherine Mortenhoe                | Bertrand Tavernier              |  |
| 1980 | A Banqueira                          | Emma Eckhert                       | Francis Girod                   |  |
| 1981 | Fantasma de Amor                     | Anna Brigatti Zighi                | Dino Risi                       |  |
| 1981 | Cidadão sob custódia                 | Chantal Martinaud                  | Claude Miller                   |  |
| 1982 | La passante du Sans-Souci            | Elsa Wiener/Lina Baumstein         | Jacques Rouffio                 |  |